# Taxa de amostragem
Taxa de amostragem é a quantidade de amostras de um sinal analógico coletadas em uma determinada unidade de tempo, para conversão em um sinal digital. Sendo uma frequência, é comumente medida em Hertz (Hz).
Amostras são os valores de um sinal analógico medidos em um determinado instante. O processo de captura das amostras é chamado amostragem de sinal.
Quanto maior for a taxa de amostragem, mais medidas do sinal serão realizadas em um mesmo intervalo de tempo, e assim, maior será a fidelidade do sinal digital em relação ao sinal analógico. É, portanto, assim como a quantização, uma propriedade que define a fidelidade da conversão.
De acordo com o Teorema de Nyquist, uma taxa de amostragem de no mínimo duas vezes o valor da frequência máxima alcançada pelo sinal analógico é necessária para possibilitar o registro digital de todas as frequências analisadas. Esta taxa de amostragem mínima desejada é chamada frequência de Nyquist. Quando a taxa de amostragem para determinado sinal é menor que a frequência de Nyquist, ocorre um efeito chamado aliasing ou foldover, em que uma alta frequência é medida erroneamente como sendo de frequência mais baixa. 

## Referência
- Fernando Iazzetta. «Áudio Digital». Escola de Comunicações e Artes da Universidade de São Paulo. Consultado em 21 de maio de 2009